# Flussschlauch

Theoretische Verteilung der magnetischen Flussdichte in unterschiedlichen Materialien

Ein Flussschlauch, auch Vortex, ist ein Bereich in einem Typ-II-Supraleiter, in dem magnetische Feldlinien durch den Supraleiter geführt werden. Im Kern des Flussschlauches befindet sich ein kleiner Bereich, in dem das Material nicht supraleitend ist. Die Ausbildung dieses normalleitenden Bereiches, zusammen mit der Absenkung der Cooperpaardichte im umliegenden Bereich, erfordert Energie. Ein Typ-II-Supraleiter ist dadurch charakterisiert, dass der Energiegewinn durch die nicht vorhandene Verdrängung des magnetischen Feldes kompensiert wird. Durch die quantenmechanische Natur des supraleitenden Zustandes ist der magnetische Fluss durch einen Flussschlauch stets gleich dem Flussquant {\displaystyle \Phi _{0}={\tfrac {h}{2e}}}. 
Das Eindringen von Flussschläuchen in den Supraleiter ermöglicht die Erzeugung weitaus höherer Magnetfelder als bei Typ-I-Supraleitern. Eine mögliche Bewegung der Flussschläuche im Supraleiter kann jedoch zu Energieverlusten führen und so einen von Null verschiedenen elektrischen Widerstand hervorrufen, obwohl ein Suprastrom fließt. Um dies zu vermeiden, können die Flussschläuche an Störstellen des Kristallgitters des Supraleiters, den sogenannten Pinningzentren, fixiert werden.
|  |  |